# 血色栒子
血色栒子（学名：Cotoneaster sanguineus）为蔷薇科栒子属的植物。分布在不丹以及中国大陆的云南、西藏等地，生长于海拔3,600米至3,900米的地区，见于空旷山地灌丛内及冷杉林边缘，目前已由人工引种栽培。